# Шейла Ровен
Шейла Ровен (англ. Sheila Rowan; нар. 25 листопада 1969) — британська фізик-експериментаторка, спеціалізується на виявленні гравітаційних хвиль. Член Единбурзького (2008) і Лондонського (2018) королівських товариств, професор фізики й астрономії Університету Глазго і з 2009 року директор його Інституту гравітаційних досліджень (Institute for Gravitational Research, IGR), член університетського сенату з 2008 року. Головний науковий консультант уряду Шотландії з 2016 року.
Як директор IGR керувала командою фізиків, які зробили істотний внесок у рамках LIGO Scientific Collaboration. Докторські дослідження проводила в Глазго, після чого займалася в Університеті Глазго і лабораторії імені Едварда Ґінзтона у Стенфорді. 2003 року повернулася в Глазго, від 2006 року — професор експериментальної фізики. Займається дослідженнями для розробки оптичних матеріалів для детекторів гравітаційних хвиль, що мали особливе значення для модернізації Advanced LIGO, яка була проведена протягом 2010—2015 років і призвела до відкриття гравітаційних хвиль. За це в числі учасників LIGO 2016 року відзначена Спеціальною Премією з фундаментальної фізики, 2017 року — премією Бруно Россі ттощо, а також — для шотландських учасників LIGO — Медалі президента Единбурзького королівського товариства (2016). В IGR під її керівництвом працює близько 70 дослідників. Нині вона також головує в Міжнародному комітеті гравітаційних хвиль (обрана 2015 року). дійсний член Інституту фізики (почесна від 2018) і Королівського астрономічного товариства, а також Американського фізичного товариства.

## Нагороди та відзнаки
- Премія Філіпа Ліверг'юма[en] (2005)
- Royal Society Wolfson Research Merit Award[en] (2010)[8]
- Премія Науковий прорив (Scientific Breakthrough) журналу Wired (2016)[9]
- Медаль і премія Фреда Гойла[en] (2016)[6]

2018 року відзначена почесним ступенем від Університету Роберта Гордона, а також почесним докторським ступенем Університету Стратклайда. Кавалер ордена Британської імперії (2011).